# نان واتسون
نان واتسون (1876-1966) فنانة أمريكية اشتهرت بلوحات الزهور، والبورتريه، والطبيعة الصامتة التي رسمتها خلال عشرينيات وثلاثينيات القرن التاسع عشر. كثيرًا ما ظهرت في معارض جماعية ومنفردة، وقد نالت الثناء على كل من الصفات الجمالية والفنية لعملها. وصف النقاد لوحاتها بأنها صادقة، وصريحة، ومباشرة، وقالوا إنها أظهرت براعة جيدة وتكوينًا متناغمًا ودرجات لونية جديدة. في عام 1929، قال مؤرخ الفن لويد غودريش: «لا يعرف المرء رسامًا آخر للزهور يلتقط حياتها الدقيقة تمامًا دون أن يصبح أقل عاطفية حيال ذلك أو ينحدر إلى مجرد استعراض فني». في عام 1932 نشر إدوارد ألدن جيويل، الناقد الرئيسي لصحيفة نيويورك تايمز، نقدًا مطولًا لأحد عروضها. كتب في ذلك: «تمتلئ الساحة بالفنانين الذين يرسمون الزهور، وحقق العديد من هؤلاء الفنانين نجاحًا كبيرًا، على الرغم من أن القليل منهم وصل إلى هدف التميز الفائق. وعند الحديث عن الهدف المنشود لا بدّ من ذكر نان واتسون». في الوقت نفسه، كتبت مارغريت برونينغ من صحيفة إيفنينغ بوست عن لوحات الأزهار، «إن قدرة الفنان على تقديم نسخ غنائية للأشكال الطبيعية من حيث التصميم هو ما يضفي على هذه اللوحات أهميتها». فيما يتعلق ببورتريه واتسون، لاحظت برونينغ «مهارتها بالرسم» و«تصور واتسون الجيد الذي يخترق الأساسيات». بالمثل، ذكرت مراجعة غير موقعة لعام 1928 أن واتسون نجحت في إنتاج «الصراحة، والمباشرة، والإخلاص للمفاهيم الشخصية التي يجدها المرء مبهجة في عالم يوجد فيه قدر كبير من التوافق مع معايير الأداء الجمالي التي قد لا ينحرف عنها الخجول أو التقليدي». خلص هذا الناقد إلى أنه «لا يجب الاستمتاع فقط بالإدراك الحساس والمهارة الفنية في هذا المعرض الجذاب، بل بالكشف عن الشخصية التي دخلت في صنع كل لوحة».

## النشأة والتدريب
هاجرت عائلة واتسون الاسكتلندية إلى الولايات المتحدة في عام 1878. نشأت في بوفالو، نيويورك وحضرت مدرسة صغيرة خاصة للبنات تسمى مدرسة بوفالو. عندما كانت في الثامنة عشرة من عمرها عام 1895، سافرت هي وعمتها غريس باترسون إلى اسكتلندا وعاشت ما يقرب من ثلاث سنوات مع أسرتهما في إدنبرة. خلال ذلك الوقت، سافرت واتسون إلى باريس لدراسة الفن في أكاديمية كولاروسي، وهي مدرسة لها ميزتان من وجهة نظرها: لقد قبلت الطالبات، وسمحت لهن بالعمل مع عارضين ذكور أحياء. بعد عودتها إلى بوفالو في عام 1898، درست واتسون في مدرسة الفنون التابعة لرابطة طلاب فنون بافالو. في خريف عام 1906، انتقلت واتسون إلى مانهاتن للدراسة في رابطة طلاب الفنون في نيويورك، وبينما كانت هناك تلقت تعليمات من الرسام الشهير ويليام ميريت تشيس.

## سيرة مهنية في الفن
بين خريف عام 1900 وربيع 1906، كانت المعلمة الوحيدة في قسم الفنون بجامعة داكوتا الشمالية. خلال العامين السابقين لتوليها هذه الوظيفة وأثناء الإجازات خلال العامين التاليين، واصلت المشاركة في المعارض المنتظمة للمجتمع. عند مراجعة أحد هذه العروض في عام 1900، لاحظ أحد النقاد أن واتسون «فنانة شابة أظهرت إحساسًا وعاطفة كبيرة في عملها». خلال هذه السنوات، احتفظت واتسون باستديو في بوفالو رسمت فيه، ونظمت دروسًا في الرسم والتصوير. في عام 1901، لاحظ أحد المراسلين أنها تلقت «العديد من الطلبات للبورتريه».
بعد انتقالها إلى مانهاتن في عام 1906، واصلت واتسون الإقامة والعمل في المدينة لمدة 27 عامًا. انتقلت إلى واشنطن العاصمة في عام 1933 عندما عُين زوجها الناقد الفني فوربس واتسون مديرًا فنيًا للجنة استشارية للفنون الجميلة في وزارة الخزانة. في عام 1934 شغلت وظيفة كاتبة في قسم الرسم والنحت في تلك الوكالة بينما كان زوجها آنذاك المدير الفني لمشروع الأعمال الفنية العامة التابع للوكالة. في نهاية الحرب العالمية الثانية، انتقل الزوجان من واشنطن إلى غايلوردسفيل بولاية كونيتيكت وبعد وفاة زوجها في 1960 عادت واتسون إلى واشنطن حيث عاشت السنوات القليلة المتبقية من حياتها.

### معارض فردية وثنائية وثلاثية 1916-1937
في ما يبدو أنه أول ظهور رئيسي لها في معرض مانهاتن، ساهمت واتسون ببورتريهات في معرض في الأكاديمية الوطنية للتصميم في عام 1916. اشتكى أحد منتقدي صحيفة نيويورك تريبيون من أن الصور في هذا العرض عمومًا قدمت «عرضًا ضعيفًا» لكنه قال إن صور واتسون وعدد قليل من الآخرين كانت «رائعة» و«صادقة» و«لها طابع مميز». قال مقال في قسم مجلة صنداي في صحيفة نيويورك تايمز إن إحدى بورتريهاتها (بورتريه الفنان بول بورلين) كانت «عبارة عن عمل رائع»، «جديدة في اللون ولافتة للنظر في نغمات اللون». أضاف الكاتب أنها «لم تكن مجرد لوحة جيدة، بل كانت صورة جيدة، مما يعني أنها تعطينا فكرة الفنان عن العارض ويثير اهتمامنا على الفور بهذه الفكرة». في أوائل ديسمبر، أقامت معرضًا منفردًا في نودلر، ضم ستة عشر بورتريه ولوحات للأزهار. قال ناقد لصحيفة نيويورك تايمز إنهم أظهروا «شخصية فنية دون تكلف» ونسبوا الفضل إلى واتسون «بموهبة متواضعة ترتقي أحيانًا إلى مستوى عالٍ من الإنجاز الفني».
في عام 1919، عرضت واتسون لوحات زهور في معرض ويتني استديو مع اثنين من الفنانين الآخرين، ماهونري يونغ وهيرمان إم. ليندينغ. أشاد ناقد من أمريكان آرت نيوز «مجموعة ملونة مرسومة بقوة من قطع الزهور الجذابة دائمًا» في هذا العرض، وفي بروكلين ديلي إيغل، أشادت هاميلتون إيستر فيلد بفنها وتجنبها الحيل التي يشيع استخدامها لصرف الانتباه عن ضعف الإتقان.
في عام 1923، قدمت معارض وايلدنستين في نيويورك لواتسون معرضًا منفردًا للوحات الزهور والبورتريه. وصفه ناقد لآرت نيوز بأنه «عرض رائع» يحتوي على لوحات «ذات ألوان زاهية، أنجِزت ببراعة» وكتب ناقد لصحيفة مورننغ تلغراف عن «اللون الجميل والترتيب» لعملها بالإضافة إلى «الشكل والتوازن». قال ناقد التايمز إن العرض كان «مبهجًا وممتعًا للغاية ومن دواعي سروري رؤيته» لكنه أعرب عن أسفه لأن البورتريهات افتقرت إلى عفوية لوحات الزهور. كتبت مارغريت برونينغ في صحيفة إيفنينع بوست، أن دراسات الأزهار كشفت عن «مزيج ماهر من الدقة الدقيقة في تقديم نسيج وخطوط الأزهار بتناغم واسع في التكوين ما جعل اللوحة متوهجة بشكل فريد إذ يساهم كل تفصيل بسمته الخاصة».
في عام 1928 عندما قدمت معارض رين لواتسون عرضًا منفردًا لرسومات الزهور وبعض البورتريهات، لاحظ نقاد نيويورك الحدث. قال أحد منتقدي صحيفة نيويورك صن إن واتسون كانت «رسامة للزهور ذات سمعة طيبة» وقد رسمت أيضًا بورتريهات جذابة ذات تشابه ممتاز. قالت صحيفة نيويورك تايمز إن لديها عين حساسة فيما يتعلق بالألوان وشعورًا ملحوظًا بالترتيب. قال أحد منتقدي موقع آرت نيوز إن البورتريهات كانت «غير متكلفة بشكل مثير للإعجاب». أعادت إيفنينع بوست استنساخ صورة لدوروثي فاريان ووصفت اللوحة بالتفصيل. أشار المؤلف إلى «الجمع بين الرقة والقوة» في اللوحة بالإضافة إلى «الصراحة، والمباشرة، والإخلاص للتصورات الشخصية». قالت هيلين أبليتون ريد، التي كتبت في صحيفة بروكلين ديلي إيغل، عن لوحات الزهور «إنها ليست زخارف، ولا تتبع أي صيغة للتصميم أو اللون، ولكنها موجودة لنفسها كأعمال فنية». وأضافت: «صراحة التعبير ساحرة. إنها لا تقدمها بطريقة محددة أو ترتيب ملفت للنظر، فتبدو وكأنها أجزاء خاصة ساحرة من الواقعية، وجميلة كما هو النموذج في الحياة».